# Episodi di Peak Practice (sesta stagione)
La sesta stagione della serie televisiva Peak Practice è stata trasmessa in anteprima nel Regno Unito dalla Independent Television tra il 5 gennaio 1998 e il 20 aprile 1998.
| nº | Titolo originale            | Titolo italiano | Prima TV UK      | Prima TV Italia |
| -- | --------------------------- | --------------- | ---------------- | --------------- |
| 1  | All Fall Down               |                 | 5 gennaio 1998   |                 |
| 2  | Through a Glass Darkly      |                 | 12 gennaio 1998  |                 |
| 3  | A Matter of Principle       |                 | 19 gennaio 1998  |                 |
| 4  | The Good Son                |                 | 26 gennaio 1998  |                 |
| 5  | Another Day of Life         |                 | 2 febbraio 1998  |                 |
| 6  | A Change of View            |                 | 9 febbraio 1998  |                 |
| 7  | Body and Soul               |                 | 16 febbraio 1998 |                 |
| 8  | The Spinning Wheel          |                 | 23 febbraio 1998 |                 |
| 9  | Glass Houses                |                 | 2 marzo 1998     |                 |
| 10 | The Ghost in the Machine    |                 | 16 marzo 1998    |                 |
| 11 | The Falling Sky             |                 | 23 marzo 1998    |                 |
| 12 | A Child I Dreamed           |                 | 30 marzo 1998    |                 |
| 13 | Two Things Stand Like Stone |                 | 6 aprile 1998    |                 |
| 14 | Once in a Lifetime          |                 | 20 aprile 1998   |                 |